# Gredstedbro
Gredstedbro er en stationsby i Sydvestjylland med 1.063 indbyggere  (2024), beliggende i Jernved Sogn ved Kongeåen og primærrute 11. Byen ligger i Esbjerg Kommune og tilhører Region Syddanmark.
Gredstedbro har bl.a. kirke, skole samt hotel. Dertil kommer en hal med tilhørende motionscenter, squashbane og fire store fodboldbaner.
Fra stationsbyen er der 9 kilometer til Ribe, godt 10 til Bramming og 20 til Esbjerg.
I 1945 fandt man tre rester af et skib fra 600-tallet, der er et trin mellem skibstypen fra Nydambåden og vikingeskibene, som har fået navnet Gredstedbroskibet.
Fodboldspilleren John Lauridsen, håndboldspilleren Henrik Møllgaard og VUs tidligere næstformand Jan Lauridsen kommer alle fra byen

## Foreninger i Gredstedbro
- Gredstedbro Boldklub
- Kongeå Håndbold Klub
- Husmoderforeningen
- Kongeå Squash Klub